# 美国教育
| 美国教育     | 美国教育                               |
| ------------ | -------------------------------------- |
|              |                                        |
|              |                                        |
| 主管機關     | 各州教育局                             |
| 主要语言：   | 英语；有些地方西班牙语                 |
| 类型：       | 联邦、州立、私立                       |
| 类型：       | 小学，中学 或 初中，高中，学院 或 大学 |
| 总识字率：   | 97%                                    |
| 男子识字率： | 97%                                    |
| 女子识字率： | 97%                                    |
| 识字率年份： | 2003年                                 |
| 入学人数：   | 7660万                                 |
| 小学生数：   | 3790万（包括幼儿园）                   |
| 中学生数：   | 1640万                                 |
| 高校生数：   | 1750万                                 |
| 中学毕业：   | 85%                                    |
| 大学毕业：   | 27%（包括研究所/研究生院）             |

美国教育主要由政府提供，由三级政府：联邦政府、州政府和地方政府（学区）控制和资助。在小学和中学，课程、资金、教学和其他政策都由当地选举产生的学区委员会决定。学区通常根据官员和预算与其他地方事务分开。教育标准和标准测验通常由州政府制定。
在美国，16-18岁之前必须在学校就读。现在许多州要求必须就读到18岁。有些州只规定必须就读到14岁。学生可以进入公立学校，私立学校或家庭学校就读。在多数公立和私立学校，教育分为3级水平：小学、初中和高中。
在联合国的一个21个国家的教育索引中，美国得分为99.4，排名世界第一。7660万学生在16个年级就读。其中，在义务教育阶段，有520万人（10.4%）在私立学校就读。在该国成年人口中，有85%达到中学毕业，27%获得学士学位以上学位。根据2002年美国人口调查局统计，大学毕业年收入平均为45,400美元，超过平均水平10,000美元。
该国15岁以上人口的识字率为98%。美国联邦政府和各州政府拨出大量公有土地，建立公立中小学校，实施免费义务教育，到1891年已有26个州确立义务教育制，1918年全国48个州的初等教育都已实行了义务制。这些措施带来了美国教育事业的极大发展。1870—1900年，小学人数由690万增加到1500万。中学人数1890年仅20万，1910年超过100万。大学毕业生也成倍增长，1870年仅7000人，1910年增加到4万人，1870-1910年间累计达81.5万人。文盲占总人口的百分比从1870年的20％下降到1900年的10.7%。
。

## 学龄前
美国没有强制性公立托儿所、日托中心。联邦政府有Head Start Pre-school方案，资助低收入家庭的儿童，但大部分家庭，需自己支付托儿所、日托中心的费用。
在较大城市有时会有一些迎合富家子弟的学前教育机构。因为一些上流社会家庭认为这些学校是通往常春藤盟校（Ivy League）的第一步，他们甚至有专门帮助父母选择托儿所的顾问。

## 初等教育与中等教育
| 博士后         | PD             |
| 博士学位       | Q4             |
| 博士学位       | Q3             |
| 硕士学位       | G2             |
| 硕士学位       | G1             |
| 学士学位       | T4(senior)     |
| 学士学位       | T3(junior)     |
| 学士学位       | T2(sophomore)  |
| 学士学位       | T1(freshman)   |
| 高中 14-18岁   | 12 (senior)    |
| 高中 14-18岁   | 11 (junior)    |
| 高中 14-18岁   | 10 (sophomore) |
| 高中 14-18岁   | 9 (freshman)   |
| 初中 11-14岁   | 8              |
| 初中 11-14岁   | 7              |
| 初中 11-14岁   | 6              |
| 小学 6-11岁    | 5              |
| 小学 6-11岁    | 4              |
| 小学 6-11岁    | 3              |
| 小学 6-11岁    | 2              |
| 小学 6-11岁    | 1              |
| 幼儿园 5-6岁   | K              |
| 托兒所 5岁以下 | P/P0           |
|                |                |
| Post-secondary |                |
| K-12           |                |
| Preschool      |                |

在美国，學區政府有責任提供學區內所有適齡兒童教育，但是各州对于入学年龄要求各有不同──通常5-7岁开始，接受初等教育，而且開始於一年級，直到12年级（通常18岁）完成。
美國中學一般由六年級起算，到八年級為中學（middle school）或初級中學（Junior High School），共三年，從九年級到十二年級為高級中學（High School），共四年。美國高中生申請大學以及準備各種考試，通常在第十二年級之前完成，因此第十二年級的學生所修的課程與能否畢業有關，但已不影響大學的錄取。第十二年級的畢業舞會是學生的重要事件，男女學生往往盛裝與會。在較窮的學區，有些學校會安排低價或免費將禮服租借給學生。
根据政府统计数据，十分之一的学生进入私立学校就读。大约85%的学生进入公立学校。
有少部份父母选择在家中教育子女，但必須向所屬學區政府申請，並提出教學計劃，如此以後才能夠取得學歷，否則會不被承認。這種教育方式稱為在家教育(Home Schooling)。有統計顯示1.7%的儿童以这种方式接受教育（正確數字需要更新）
在家教育的支持者强调家长的责任心，并根据经典的自由主义论点，强调个人自由不应受到政府的干扰。少数支持者提倡家庭教育应当成为主导性的教育政策，大部分家庭教育支持者则是因各种原因對傳統學校教育的成效或是內容不滿。其中相當一大部分是因為宗教理由，他们对傳統公立學校的非宗教立場，尤其是在科學教育中教進化論而不教創造論的做法不能接受。另一些人觉得他们能够更好的针对学生个体的优势和弱点设计出更适合他们的课程，还有一些人觉得学校里的负面社会压力（诸如欺凌弱小、吸毒、犯罪等）有损于儿童的正常发展。

### 小学

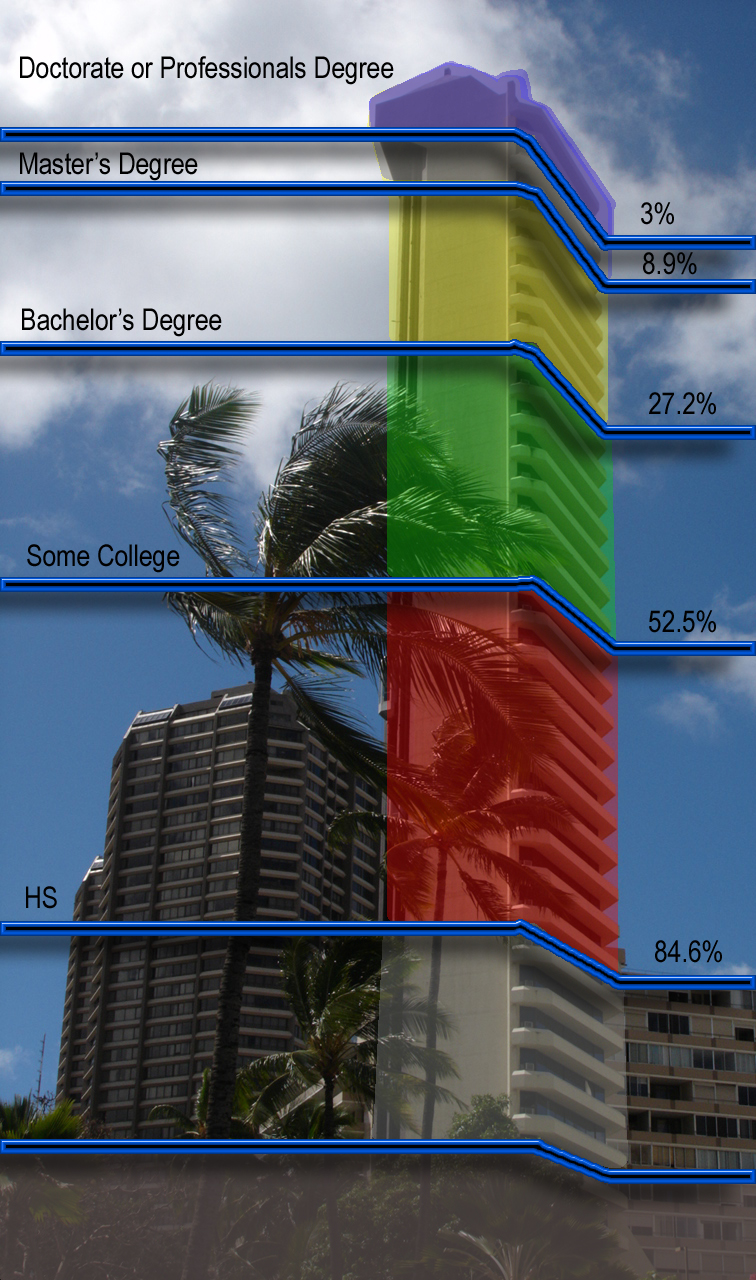
美国教育人口比例

美國小学一般指學前一年到五年級(k-5)，但有一部份小學提供教育到六年級，或是合併中學教育到八年級。和中學一樣，美國公立小學的課程由學區政府或學校自行安排，因此不僅各個學區不統一，同學區內的各個學校也不一定統一，然而他們都需遵守州教育部所制訂的課程要求。
大部份美國小學採取班級制度，有班導師的制度，這位老師負責帶教一個班的大部份主要課程，他的辦公室也就是這個教室。在大部份小學裡，學生除了午餐時間，或是上体育、音乐、美术课可能到體育舘或特別教室上課以外，整天留在導師的教室內，並沒有如東亞學校的固定的下課時間，但是在教室裡導師可以給學生自由時間，有些教師會以自由時間的擁有或剝奪作為學生行為的獎懲。另外在約百分之四十的小學，每天會有一或二次，每次十分鐘或到二十分鐘的戶外活動時間，戶外活動時間次數與時間長短，每個學校不一定相同。
美國小學生在上課的時候要求去上廁所的情形十分普遍，教室內通常會準備有通行證，在學生秩序較好的學校，學生通常自己拿了通行證，默默地自己去上廁所；在秩序較差的學校，則規定相對變嚴。有些學校或老師則是在指定時間內，由老師集體帶隊去上廁所。有很多小學教室內本身就有廁所，教師可能不要求學生要報備。
美國小學的特殊教育十分普遍，在班導師之外，往往有專任不帶班的閱讀老師，數學老師，資優教育老師，或其它特殊教育的老師。特殊學生在上數學或語文課時，常見有二種作法，一是留在原班上課，由義務家長或特殊教育教師在旁輔導，形成多名教師在同一教室內同時上課的現象；一是將這些學生帶離原班到另一指定教室上課。
除了極少數學校或私立小學對某些學科有特別的要求以外，美國絕大部份小學並不要求教師必須按照教科書進度或內容授課。教科書往往極為厚重，作參考用，低年級教師經常大量影印教材、作業，發給學生練習。部份小學教師會協調統一教學內容，但大部份教師則是各行其是。由於教學、課程、要求均不統一，課程彈性甚大，因此教師自身素質對教育品質，具有很大影响，家長們向校長要求孩子進入某教師班級的情形，也相當普遍。
通常，公立小学课程由每个学区决定，学区根据本州教育标准和各年级标准来选择课程指导和教科书。 教育标准是在家中或私立学校接受教育者不包括在内。该法案还要求学生和学校显示出“每年适当的进步”。这意味着他们每年必须表现出一些进步。
大部份州政府為了顯示出進步的現象，以及和別個州競爭排名，年年降低考題的難度，使得及格的學生比率年年有所增加，也因此，州政府執行的考試的學生及格率，遠遠高於聯邦政府執行的考試的及格率。在學校方面，成績特差的特殊教育學生，一方面可能得到聯邦政府的補助，一方面考試成績並不列入計算，因此有部份學區和學校將特殊教育的門檻放大，特殊教育的學生人數比率高過全校學生四分之一或三分之一的，並不少見。
尽管这些测验可能显示出学生的学习成果，对于加强学生学业的弱点却幾乎沒有价值。考過試後，絕大部份學校不會和學生一起檢討和複習考試的題目，考試過，測驗巻也不會發回。在大部分州，测验在春季舉行，但结果到九月甚至十一月以後才能知道。这时，学生已经升级或进入新的学校，学生们並没有机会去回顾这些问题，只能与同学比较分数。

### 公立和私立学校
与其他大部分工业化国家不同，美国没有全国性中央教育系统。因此，大部分地区的K-12学生有机会在免费的公立学校与私立学校之间进行选择。
美国的私立学校包括宗教团体的教区学校、非营利独立学校和营利的私立学校。私立学校的收费根据所处不同地区、学校开支，以及学费以外其他资金来源，而差异很大。例如，一些教堂为其成员向私立学校提供部分津贴。

### 费用
大部分学生（超过70%）的财力不足以付清全部的学费，需要从大学、联邦政府或私营机构得到学生贷款和奖学金。只有少数慈善机构免除了学费，其他学校都要收费，当然获得奖学金的途径也相当广泛。通常私立大学的费用远高于公立大学。由于每个州用税收支持各自的大学系统，大部分州立大学对本州外学生收取高得多的费用。通常私立大学的品质比公立大学为高，尽管也有不少例外。

## 高等教育

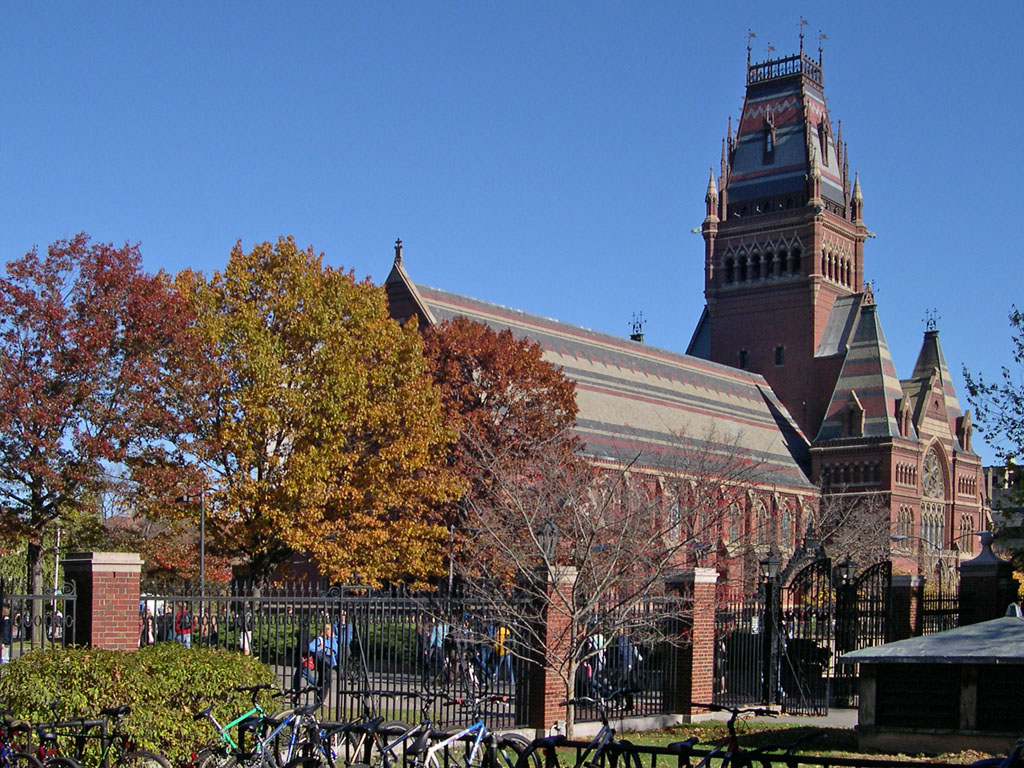
哈佛大学纪念堂

在得到美誉度方面，美国最知名的大学是哈佛大学。显然，哈佛校友经常在美国醫學、商业、教育和社会中取得突出地位，因此在大众心目中确立了美国最高学府的地位。各种好莱坞电影将哈佛描绘成学术“象牙塔”的实例。
在大众心目中，大约有25所大学构成了美国“顶级”的高等学校。多数人会提到构成常青藤联盟的8所大学耶魯大學、布朗大學、哈佛大學、哥倫比亞大學、康乃爾大學、賓州大學、普林斯頓大學、達特茅斯學院，另外也有專攻專業的時尚學院如帕森設計學院、柯柏聯盟學院和羅德島設計學院。

## 当代教育问题
美国主要的教育问题集中在课程、资金和管理方面，《不让任何孩子落后法案》表明存在的问题已经相当严重。

### 课程问题
课程是美国各地普遍存在的问题。不仅学校质量差异悬殊得令人难以置信，还有私立学校内强制参加宗教课程，一些人觉得学校应该国有化，实行国家课程标准，他们还鼓吹标准化测验，正如不让任何孩子落后法案（No Child Left Behind Act）所要求的。除了课程控制问题，人们争论最多的是英语、神创论和性教育课程。

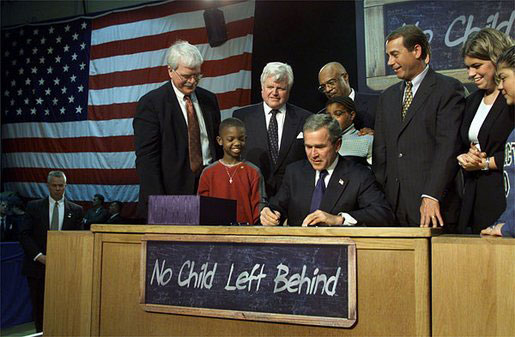
美国总统乔治·沃克·布什2001年签署不让任何孩子落后法案。

现行课程面临的一个重要问题是用英语进行教学。美国有95%的人使用英语，存在着很强的支持英语作为官方语言的民族传统。有970万5-17岁的儿童在家中主要使用英语以外的母语，其中约有130万儿童英语说得“不好”或根本不会说英语。
今天，性教育在美国至今引起巨大争议，因為性教育涉及是否應包含教授安全性行為、未婚懷孕、墮胎、同性戀權利等具爭議的社會議題。许多学校试图尽可能避免开设这门课程，将其限制在健康课程之内，只有少数专门的性教育课程存在。而且，由于乔治·沃克·布什总统提倡生育控制，许多学校担心失去投资，不再教导学生如何节育和避孕。
不过，根据2004年调查，1001名父母中多数人希望在学校完成性教育。美国人在这个问题上被分为截然对立的两部分。许多父母认为“学校进行性教育比我与孩子谈性话题更方便”，也有很大比例的父母反对让他们的孩子暴露于“不希望讨论的话题中”，还有10%的父母认为对孩子进行性教育、强迫他们讨论性问题“太早了”。另一方面，49%的受访者（人数最多）“有点相信”学校性教育的价值与家庭相似，23%则不太相信。（误差为正负4.7%）。

### 竞争
在国家对比中，美国教育经常高于发达国家平均水平。2003年，在38个国家中15岁学生排名中，美国学生的数学排名24名，自然科学排名第19名，阅读排名第12名，问题解决排名第26名。

## 历史

### 高等教育
20世纪初，美国的大学不到1000所，大学生有16万名。19世纪末和20世纪初，美国大学的数量爆炸性增长。慈善家们向这些学校捐赠了大笔款项。例如，四大会计师行之一的利兰·斯坦福，在1891年创办了斯坦福大学。
从1862年到1890年，由于莫雷尔法（Morrill Land-Grant Colleges Act），新建了许多美国公立大学19世纪美国迅速向西扩展，联邦政府获得了大量的空闲土地（经常是强迫原有的印第安人搬到印第安保留地），根据莫雷尔法，联邦政府提供了3万英亩（121平方千米）的土地给各州兴建大学。

### 引用
1. ↑   (PDF). United Nations Development Programme, Human Development Reports.   [2006-11-07]. （原始内容 (PDF)存档于2007-06-20）.
2. 1 2 3  Education 的存檔，存档日期2011-10-15.。2000年美国人口统计，URL accessed on June 17, 2005.
3. ↑  A First Look at 21世纪美国成人识字率 （页面存档备份，存于）,美国教育部，2003. Accessed 2006-5-13. 2% of the population do not have minimal literacy and 14% have Below Basic prose literacy.
4. ↑  Educational Consultants 的存檔，存档日期2006-10-18.. About.com (2005). URL accessed on August 12, 2005.
5. ↑  Federal Role in Education （页面存档备份，存于）.美国教育部. URL accessed on 2006-2-16.
6. ↑  2001年不让任何孩子落后法案摘要 （页面存档备份，存于）. 美国教育部. URL accessed on 2006-2-16.
7. ↑  语言使用和英语能力汇总表：2000 （页面存档备份，存于）.2000年美国人口统计. URL accessed on 2006-2-16.
8. ↑  Abstinence Only Sex Education Program in Schools 的存檔，存档日期2006-02-25.. About.com. URL accessed on 2006-2-15.
9. ↑  美国性教育 - General Public/Parents Survey （页面存档备份，存于）. NPR/Kaiser/Harvard survey (2004). URL accessed 2005-6-17.
10. ↑  International Outcomes of Learning in Mathematics Literacy and Problem Solving （页面存档备份，存于）.国家教育统计中心. URL accessed February 18, 2005.
11. 1 2  Primary Documents in American History （页面存档备份，存于）. Library of Congress. URL accessed February 19, 2005.